# Wigborough
Wigborough – przysiółek w Anglii, w Somerset. Wigborough jest wspomniana w Domesday Book (1086) jako Wincheberie/Winchinberia.